# Lephana metacrocea
Lephana metacrocea är en fjärilsart som beskrevs av George Francis Hampson 1926. Lephana metacrocea ingår i släktet Lephana och familjen nattflyn. Inga underarter finns listade i Catalogue of Life.